# Liste des rois de Kandy
Voici la liste des rois de Kandy, royaume établi alors que les Européens envahissaient l'île de Ceylan (aujourd'hui le Sri Lanka).

## Dynastie Siri Sanga Bo (1473-1592)
- 1463 : Jotiya Sitana, gouverneur rebelle ;
- 1469-1511: Senasammata Vikrama-Bahu
- 1514-1543: Jayavira Ier Pandara (Don Manoel), son fils (mort en 1552)
  - 1543-1579 : Vira Vikrama Bahu (mort en 1579) , usurpateur ;
- 1552-1582 : Jayavira II Karalliyadde Pandara (Don Filippe), fils de Jayavira Ier Pandara,
- 1582-1594 :  Kusumasana Devi (Dona Caterina) fille de Jayavira II Karalliyadde,
- 1582-1591 : Râjasimha Ier (Tikiri Banda) (mort en 1593) roi de Sitawaka, usurpateur ;
  - 1582-1587 : Virasundara Mudiyanse (mort en 1587), gouverneur ;

## Dynastie Dinajara (1590-1739)
- 1591-1592 : Yamasinghe Bandara (en) (Don Filippe) neveu de Karalliyadde Pandara
- 1594-1604 : Vimala Dharma Surya Ier (Konappu Pandara puis Don João de Austria) 1er  époux de Dona Catarina
- 1604-1609 : Asthana Pandara (mort en 1612) fils de Vimala Dharma Surya Ier et de Dona Catarina ;
- 1609-1629 : Senarat (régent 1604-1609) 2e époux de Dona Catarina ;
- 1629-1687 : Râjasimha II , son fils ;
- 1687-1707 : Vimaladharma Surya II, son fils ;
- 1707-1739 : Vira Narendra Sinha son fils.

## Dynastie des Nayakka (1739-1815)
| Portrait | Nom                                         | Naissance | Décès           | Roi de          | Roi jusqu'à     | Relation avec le précédent                    |
| -------- | ------------------------------------------- | --------- | --------------- | --------------- | --------------- | --------------------------------------------- |
|          | Vijaya Rajasinha (a.k.a. Rajasimha III)     | -         | 11 août 1747    | 13 mai 1739     | 11 août 1747    | Beau-frêre de Narendra Singha                 |
|          | Kirti Sri Rajasinha                         | 1734      | 2 janvier 1782  | 11 août 1747    | 2 janvier 1782  | Frère aîné la femme de Sri Vijaya Raja Singha |
|          | Sri Rajadhi Rajasinha                       | -         | 26 juillet 1798 | 2 janvier 1782  | 26 juillet 1798 | Frère de Kirthi Sri Raja Singha               |
|          | Sri Vikrama Rajasinha (a.k.a. Rajasimha IV) | 1780      | 30 janvier 1832 | 26 juillet 1798 | 5 mars 1815     | Neveu de Sri Rajadhi Raja Singha              |

## Article lié
- Royaume de Kandy

## Source
- (en) & (de) Peter Truhart, Regents of nations : systematic chronology of states and their political representatives in past and present : a biographical reference book=Regenten der Nationen : systematische Chronologie der Staaten und ihrer politischen Repräsentanten in Vergangenheit und Gegenwart : ein biographisches Nachschlagewerk, München New York, Saur, 1984, 4258 p. (ISBN 3-598-10491-X), p. 1610-1616, 1984-1988, Art. « Sri Lanka/Ceylon (Sinhaladvipa/Sinhalese Island/Insel der Sinhalesen ».